# Callixena
Callixena é um gênero de traça pertencente à família Arctiidae.